# Ramon Menezes Hubner
Ramon Menezes Hubner, conegut futbolísticament com a Ramon, (Contagem, Brasil, 30 de juny de 1972) és un futbolista brasiler. Va disputar 5 partits amb la selecció del Brasil.